# Probacja
Probacja (łac. probatio) – ogólna nazwa instytucji służących resocjalizacji i prewencji kryminalnej. Opierają się one przede wszystkim na kontrolowanej wolności, pieczy nad sprawcą przestępstwa pozostającym pod dozorem kuratora, nadzorem wyspecjalizowanego organu - kuratora sądowego lub innych podmiotów, o których mowa w art. 38 Kodeksu karnego wykonawczego (1997) (stowarzyszenia, fundacje, oraz organizacje i instytucje, których celem jest społeczna readaptacja skazanych). W ramach tej pieczy powołany organ podejmuje odpowiednie działania kontrolne, ale także działania wychowawczo-resocjalizacyjne, diagnostyczne, profilaktyczne. Wolność kontrolowana - tak inaczej nazywana jest probacja, czyli system pozwalający na odbywanie kary poza więzieniem. Szacuje się, że probacja jest o wiele tańsza od kosztów utrzymania skazanego. Kara nieizolacyjna pozwala skazanemu pozostać w środowisku zawodowym i rodzinnym co może zwiększać szansę na skuteczną resocjalizację.